# روزهای زن در ایران
در ایران روزهای متفاوتی به عنوان روز زن و دختر گرامی داشته می‌شوند.
زن به عنوان متأهل بودن نامیده نمی‌شود بلکه از نظر جنسیت به دختران بزرگسال گفته می‌شود.

## عصر حاضر
- در تقویم رسمی جمهوری اسلامی ایران در عصر حاضر روز تولد فاطمه زهرا در ۲۰ جمادی‌الثانی به عنوان روز زن و همچنین روز مادر گرامی داشته می‌شود.
- فعالان حوزه زنان در ایران هشتم مارس، برابر با ۱۷ اسفند، روز جهانی زنان را گرامی می‌دارند، برای نمونه ۸ مارس ۱۳۵۷.
- در زمان حکومت پهلوی روز بیست و پنجم آذر ماه می‌باشد.

## ایران باستان
در ایران باستان، روز اسفندگان، به‌عنوان روز بزرگداشت زن و دختر و زمین گرامی داشته می‌شد. به‌طور رسمی، این روز در تقویم رسمی امروز ایران، برابر با ۵ اسفند است. هرچند برخی زرتشتیان، روز ۲۹ بهمن را که در گاهشماری سنتی آنها با ماه‌های فقط ۳۰ روزه، برابر با پنجم ماه اسفند است، برای این جشن در نظر می‌گیرند، اما به‌نظر کارشناسانی نظیر موبد کوروش نیکنام، امروزه روز درست اسفندگان، همان ۵ اسفند است. دکتر محمد نجاری پژوهشگر مطالعات تطبیقی زنان در هنر و ادبیات، نیز در سخنرانی خود با عنوان سوگ و سورنامه، با استناد به ابوریحان بیرونی و گردیزی، تاریخ پنج اسفند را صحیح می‌داند و می‌گوید:
«بنا به گفتهٔ ابوریحان اسفندارمَذ ایزد موکل بر زمین و ایزدِ حامی و نگاهبان زنان شوهر دوست و پارسا و درستکار بوده و به همین مناسبت این روز، عید زنان، تلقی می‌گشته‌است و مردم به جهت گرامیداشت زنان، به ایشان هدیه می‌دادند و بخشش می‌کردند. این عبارت را گردیزی نیز در زین الاخبار آورده‌است: از این جهت جشن را مردگیران می‌گفتند که زنان به اختیار خویش و با آزادی، شوی و مَرد زندگی خود را برمی‌گزیدند؛ بنابراین در روز پنجم ماه اسفند جشن زنانهٔ «مَردگیران» یا «مژدگیران» که به زنان اختصاص داشته، برگزار می‌شده‌است؛ پس تاریخ صحیح جشن سپندارمذگان یا اسفندگان یا مردگیران یا مژدگیران، پنجم اسفند خواهد بود.»